# ランタン国立公園
ランタン国立公園（ランタンこくりつこうえん）とは、ネパール中部のバグマティ県に設定されている国立公園である。1976年に設立され、その後敷地が拡張された経緯を持つ。なお、この公園の北端と東端は、ネパールとチベットとの国境線と一致する。

## 概要

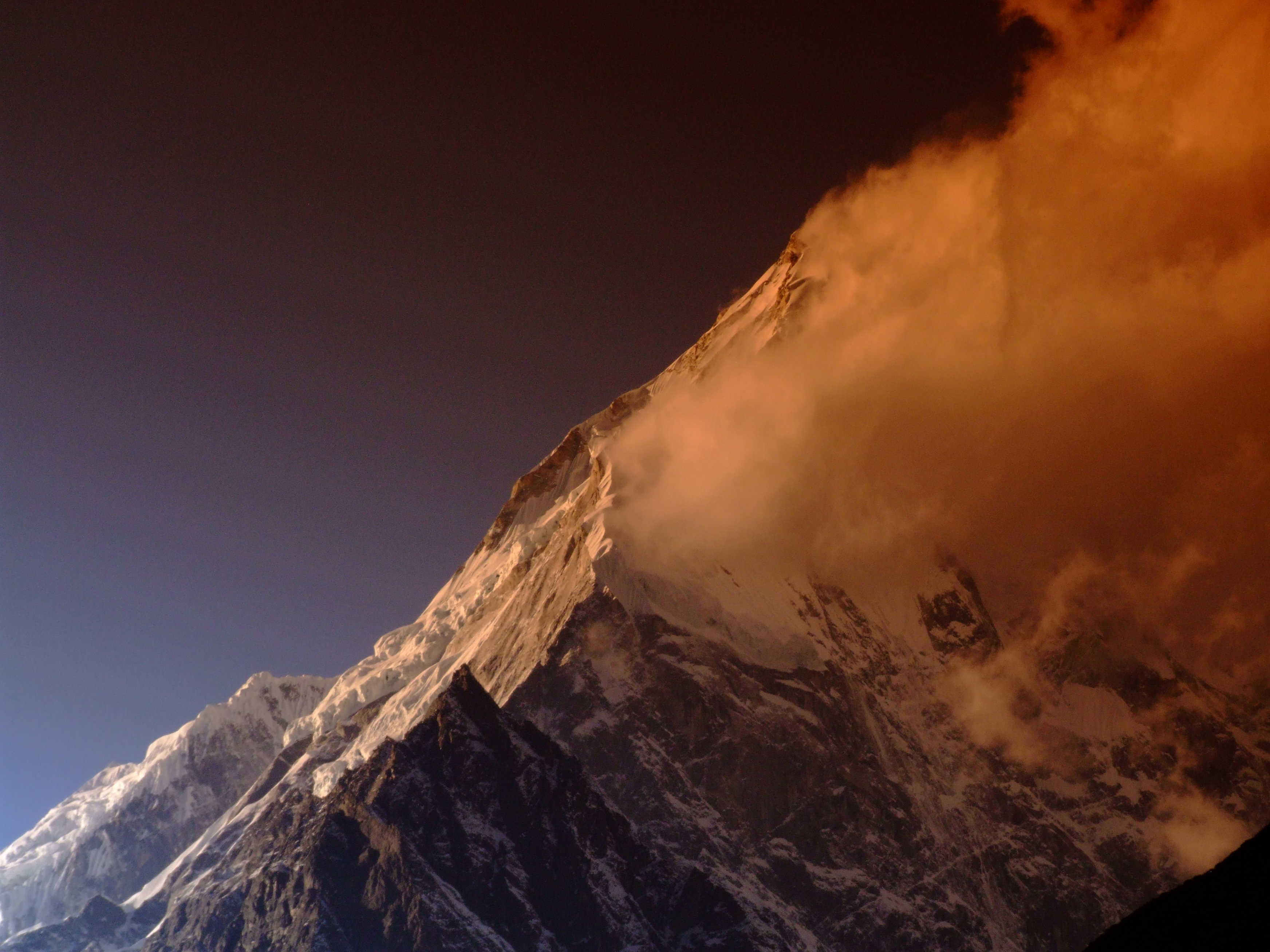
ランタン国立公園内における最高峰、ランタンリルン山。

ランタン国立公園は、ネパールのヒマラヤ山脈地域においては最初に設立された国立公園として知られている。この公園はネパール中部のバグマティ県に属する8郡のうち、シンドゥーパルチョーク郡とヌワコット郡とラスワ郡の3郡にまたがっている。その敷地面積は約1710 km2あって、全域が自然保護地域とされている。公園内には幾つも山がそびえており、それらの山の中で最も高いのはランタンリルン山（山頂の標高は約7234 m）である。このような山岳地帯であり高低差が多い地域なので、園内では様々な植生が見られる。この他、園内には高山湖のゴサイクンダ湖と呼ばれるヒンドゥー教の聖地も存在する。そのゴサイクンダ湖を含む15の湖と池からなる湖沼群は2007年にラムサール条約の湿地に登録された。

## 気候
ランタン国立公園の気候は、山岳地帯であるために1日での寒暖差が激しいことで知られている。また、夏季には南西から吹いてくる季節風の影響を強く受ける。このため、1年の中では他の時期と比べて夏季（6月から9月にかけて）の降水量が多い。これに対して、特に11月頃から翌年の4月頃にかけては晴れの日が多く、この日差しのために昼間は気温が上がり、夜間は放射冷却現象の影響で気温が大きく下がる傾向にある。さらに冬季の12月から翌年の3月にかけて、夜間は氷点下になることもある。ちなみに、ランタン国立公園に春頃に降る雨は、だいたい標高3000 m付近より下は雨として降ってくるものの、標高3000 mを超える場所では雪として降ってくる。

## 歴史
ランタン国立公園は、ネパール国内のヒマラヤ山脈地域で最初の自然保護地域として1970年に設立することが決まったものの、実際に公園の設立が公告されたのは1976年になってからであり、この年にランタン国立公園が正式に発足した。ただし、この当時から公園は現在のように約1710 km2の面積があったわけではなく、1998年に周辺部の約420 km2の土地もランタン国立公園に編入されたという経緯がある。
1992年7月31日にタイ国際航空311便(エアバスA310型機)がランタン国立公園付近の山岳地帯に墜落し、乗員乗客全員が死亡した。